# カニグモ科
カニグモ科（蟹蜘蛛科, カニグモか、学名 Thomisidae）は、クモ類の一群である。待ち伏せで獲物を捕らえる。前足が長く、それを左右に張った姿が、カニを思わせることから、その名がある。

## 特徴
カニグモ科は、クモ綱クモ目に含まれる一群である。網を張らない徘徊性のクモで、主として待ち伏せで獲物を捕らえる。
体はやや平らで、脚もやや平面的に広げる。眼は8眼2列で、それぞれに大きく後曲（側眼が中眼より後ろにある）。側眼が大きく発達し、頭部の側面の盛り上がった台の上にある。
外見上、はっきりした特徴は、足の配置である。4対の足は、前3対が前を向き、後ろ1対のみが後ろを向く。特に前2対が長く太く発達し、その2対は左右に大きく張り出して、それから抱え込むように曲げる。その形が、カニを思わせる訳である。また、後方の脚、特に第三脚が短い。腹部は縦長のものもあるが、多くは横に幅広く、短いものが多い。また、全身に棘状の毛が多い。

## 習性
動作はゆっくりとしていて、素早く動かないものが多い。地上や低い草の上、枝先、花の近く、樹皮上などに生活する種があり、それぞれの場所で、じっとしていて、獲物が通りかかるのを待つ。飛翔性の昆虫を捕らえるものが多く、自分より大きい昆虫を捕らえるものもある。ハナグモは花にいることからこの名を持っているが、他にも花で待ち伏せるものは多い。特殊なものとしては、鳥の糞のような姿をしていて、それを求めてやってくる昆虫を捕らえる、とされるものがある。日本ではカトウツケオグモなどがその可能性を指摘されている。
樹皮下にすんでいるものや、地上性のものも数多い。

## 名称
カニグモの和名は、日本のクモ学の草分け、岸田久吉によってつけられた。英語の名も crab spider である。岸田はカニグモ科のクモにエビ・カニ・ガザミ・ヤドカリ・シャコといった甲殻類の名を冠した。そのうちエビグモ属とそれに近いものが後にエビグモ科として独立させられるようになった。

## 分類
世界に約160属、2000種が知られ、6亜科に分けられている。日本には25属62種が知られる。亜科と属についてはカニグモ科の属一覧を、含まれる種についてはカニグモ科の種一覧を参照。以下に代表的なものを挙げる。
- カニグモ科 Thomisidae
  - カニグモ属 Xyticus
    - ヤミイロカニグモ・クロボシカニグモ・他

  - コカニグモ属 Coriarachne
    - コカニグモ

  - フノジグモ属 Synaema
    - フノジグモ・アマギエビスグモ・他

  - ハナグモ属 Misumenops
    - ハナグモ

  - ヒメハナグモ属 Misumena
    - ヒメハナグモ

  - ワカバグモ属 Oxylate
    - ワカバグモ

  - ギョウジャグモ属 Diaea
    - ギョウジャグモ・コハナグモ・他

  - トラフカニグモ属 Tmarus
    - トラフカニグモ・セマルトラフカニグモ・他

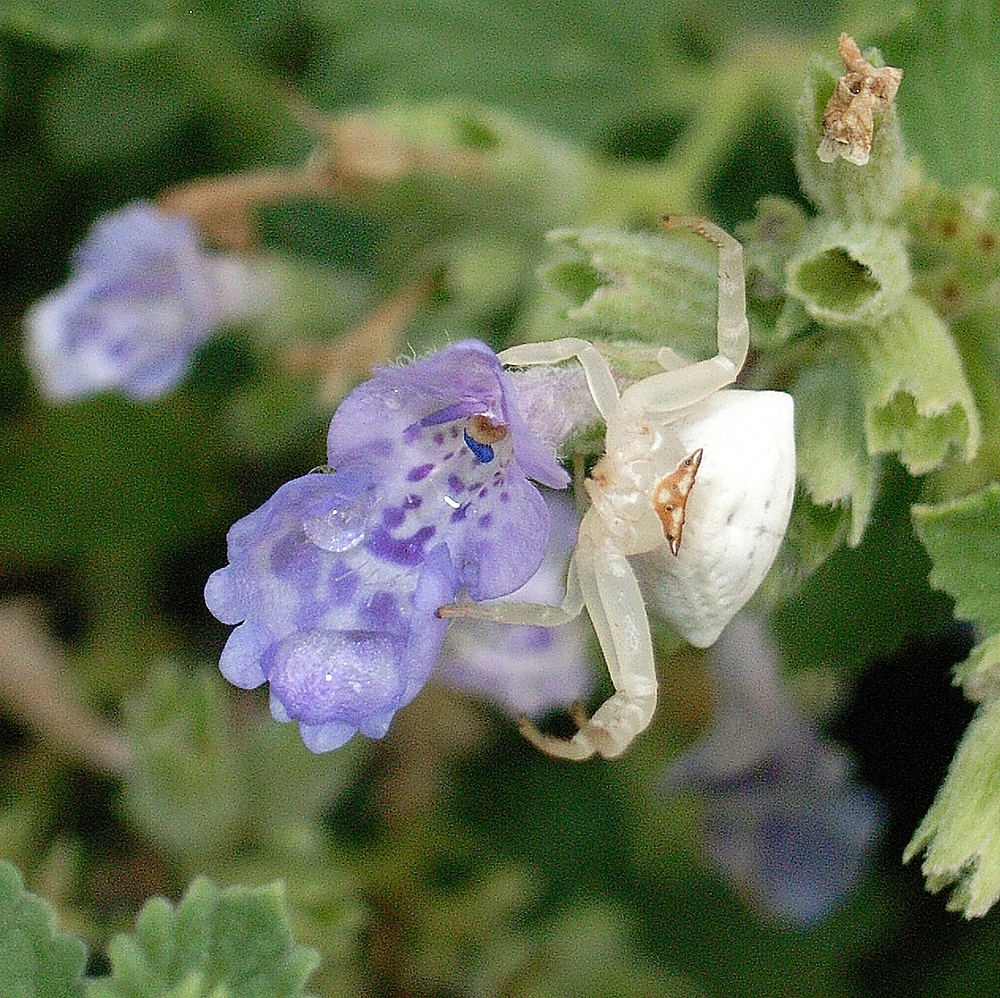
アズチグモ(♀)

  - ツケオグモ属 Phrynarachne
    - カトウツケオグモ

  - アズチグモ属 Thomisusアズチグモ(♀)
    - アズチグモ

  - ガザミグモ属 Pistus
    - ガザミグモ